# Ланча Есагамма
Ланча Есагама е италиански товарен автомобил произвеждан от компанията „Ланча“. На базата на товарния автомобил е произвеждан и автобус, носещ същото име.

## История
Товарния автомобил е бил произвеждан в три версии:516, 519, 520. От модела общо са произведени 6.648 екземпляра.